# Jovan Stanković
Jovan Stanković (szerbül: Joвaн Cтaнкoвић, Pirot, 1971. március 4. –) szerb válogatott labdarúgó.
A jugoszláv válogatott tagjaként részt vett a 2000-es Európa-bajnokságon.

## Sikerei, díjai
FK Crvena zvezda
- Jugoszláv bajnok (1): 1994–95
- Jugoszláv kupagyőztes (1): 1994–95

Mallorca
- Spanyol szuperkupagyőztes (1): 1998